# Trượt băng tốc độ cự ly ngắn tại Thế vận hội Mùa đông 2018
Trượt băng tốc độ cự ly ngắn tại Thế vận hội Mùa đông 2018 diễn ra tại Gangneung Ice Arena ở Gangneung, Hàn Quốc. Tám nội dung diễn ra từ 10 tới 22 tháng 2 năm 2018.

## Vòng loại
Có tổng cộng 120 được phép thi đấu tại đại hội (60 nam và 60 nữ). Các quốc gia nhận được suất dựa trên toàn bộ kết quả của World Cup 2017-18 vào mùa thu năm 2017. Mỗi quốc gia được phép có tối đa năm vận động viên trên một giới tính nếu quốc gia đó tham dự nội dung tiếp sức; nếu không con số tối đa sẽ là ba. Có tối đa 32 suất cho các nội dung 500m và 1000m; 36 cho các nội dung 1500m; và 8 cho tiếp sức.

## Lịch thi đấu
Dưới đây là lịch thi đấu của cả tám nội dung. Các buổi thi chung kết được in đậm bold.
Giờ địa phương là UTC+9.
| Ngày       | Giờ   | Nội dung              |
| ---------- | ----- | --------------------- |
| 10 tháng 2 | 19:00 | 3000 mét tiếp sức nữ  |
| 10 tháng 2 | 19:00 | 500 mét nữ            |
| 10 tháng 2 | 19:00 | 1500 mét nam          |
| 13 tháng 2 | 19:00 | 5000 mét tiếp sức nam |
| 13 tháng 2 | 19:00 | 1000 mét nam          |
| 13 tháng 2 | 19:00 | 500 mét nữ            |
| 17 tháng 2 | 19:00 | 1500 mét nữ           |
| 17 tháng 2 | 19:00 | 1000 mét nam          |
| 20 tháng 2 | 19:00 | 1000 mét nữ           |
| 20 tháng 2 | 19:00 | 500 mét nam           |
| 20 tháng 2 | 19:00 | 3000 mét tiếp sức nữ  |
| 22 tháng 2 | 19:00 | 1000 mét nữ           |
| 22 tháng 2 | 19:00 | 500 mét nam           |
| 22 tháng 2 | 19:00 | 5000 mét tiếp sức nam |

## Huy chương

### Bảng tổng sắp
| Hạng               | Đoàn                               | Vàng | Bạc | Đồng | Tổng số |
| ------------------ | ---------------------------------- | ---- | --- | ---- | ------- |
| 1                  | Hàn Quốc (KOR)                     | 3    | 1   | 2    | 6       |
| 2                  | Hà Lan (NED)                       | 1    | 2   | 1    | 4       |
| 3                  | Trung Quốc (CHN)                   | 1    | 2   | 0    | 3       |
| 4                  | Canada (CAN)                       | 1    | 1   | 3    | 5       |
| 5                  | Ý (ITA)                            | 1    | 1   | 1    | 3       |
| 6                  | Hungary (HUN)                      | 1    | 0   | 0    | 1       |
| 7                  | Hoa Kỳ (USA)                       | 0    | 1   | 0    | 1       |
| 8                  | Vận động viên Olympic từ Nga (OAR) | 0    | 0   | 1    | 1       |
| Tổng số (8 đơn vị) | Tổng số (8 đơn vị)                 | 8    | 8   | 8    | 24      |

### Nội dung của nam
| Nội dung          | Vàng                                                                             | Vàng        | Bạc                                                                                 | Bạc      | Đồng                                                                              | Đồng     |
| ----------------- | -------------------------------------------------------------------------------- | ----------- | ----------------------------------------------------------------------------------- | -------- | --------------------------------------------------------------------------------- | -------- |
| 500 mét           | Wu Dajing · Trung Quốc                                                           | 39.584 WR   | Hwang Dae-heon · Hàn Quốc                                                           | 39.854   | Lim Hyo-jun · Hàn Quốc                                                            | 39.919   |
| 1000 mét          | Samuel Girard · Canada                                                           | 1:24.650    | John-Henry Krueger · Hoa Kỳ                                                         | 1:24.864 | Seo Yi-ra · Hàn Quốc                                                              | 1:31.619 |
| 1500 mét          | Lim Hyo-jun · Hàn Quốc                                                           | 2:10.485    | Sjinkie Knegt · Hà Lan                                                              | 2:10.555 | Semion Elistratov · Vận động viên Olympic từ Nga                                  | 2:10.687 |
| 5000 mét tiếp sức | Hungary (HUN) · Shaoang Liu · Sándor Liu Shaolin · Viktor Knoch · Csaba Burján · | 6:31.971 OR | Trung Quốc (CHN) · Wu Dajing · Han Tianyu · Xu Hongzhi · Chen Dequan · Ren Ziwei[a] | 6:32.035 | Canada (CAN) · Samuel Girard · Charles Hamelin · Charle Cournoyer · Pascal Dion · | 6:32.282 |

### Nội dung của nữ
| Nội dung          | Vàng                                                                                     | Vàng     | Bạc                                                                              | Bạc      | Đồng                                                                                       | Đồng           |
| ----------------- | ---------------------------------------------------------------------------------------- | -------- | -------------------------------------------------------------------------------- | -------- | ------------------------------------------------------------------------------------------ | -------------- |
| 500 mét           | Arianna Fontana · Ý                                                                      | 42.569   | Yara van Kerkhof · Hà Lan                                                        | 43.256   | Kim Boutin · Canada                                                                        | 43.881         |
| 1000 mét          | Suzanne Schulting · Hà Lan                                                               | 1:29.778 | Kim Boutin · Canada                                                              | 1:29.956 | Arianna Fontana · Ý                                                                        | 1:30.656       |
| 1500 mét          | Choi Min-jeong · Hàn Quốc                                                                | 2:24.948 | Li Jinyu · Trung Quốc                                                            | 2:25.703 | Kim Boutin · Canada                                                                        | 2:25.834       |
| 3000 mét tiếp sức | Hàn Quốc (KOR) · Shim Suk-hee · Choi Min-jeong · Kim Ye-jin · Kim A-lang · Lee Yu-bin[a] | 4:07.361 | Ý (ITA) · Arianna Fontana · Lucia Peretti · Cecilia Maffei · Martina Valcepina · | 4:15.901 | Hà Lan (NED) · Suzanne Schulting · Yara van Kerkhof · Lara van Ruijven · Jorien ter Mors · | 4:03.471 WR[b] |

a  Các vận động viên không thi đấu chung kết nhưng vẫn nhận huy chương.

b  Hà Lan thiết lập kỷ lục thế giới dù không giành huy chương vàng. Họ giành huy chương đồng sau khi Canada và Trung Quốc bị đánh loại khỏi vòng tranh huy chương (Chung kết A). Chỉ có hai đội có cơ hội nhận huy chương vàng và bạc (Hàn Quốc và Ý); Hà Lan trước đó giành chiến thắng ở vòng xếp hạng (Chung kết B) với thành tích đạt kỷ lục thế giới.

## Kỷ lục
Có 12 kỷ lục Olympic (OR) và ba kỷ lục thế giới (WR) được thiết lập trong môn thi này.
| Nội dung              | Ngày       | Vòng             | Vận động viên                                                       | Quốc gia   | Thời gian | Kỷ lục | Nguồn  |
| --------------------- | ---------- | ---------------- | ------------------------------------------------------------------- | ---------- | --------- | ------ | ------ |
| 500 mét nam           | 20 tháng 2 | Vòng loại Nhóm 1 | Wu Dajing                                                           | Trung Quốc | 40.264    | OR     | [ 11 ] |
| 500 mét nam           | 22 tháng 2 | Tứ kết 2         | Wu Dajing                                                           | Trung Quốc | 39.800    | OR, WR | [ 12 ] |
| 500 mét nam           | 22 tháng 2 | Chung kết A      | Wu Dajing                                                           | Trung Quốc | 39.584    | OR, WR | [ 13 ] |
| 1000 mét nam          | 13 tháng 2 | Vòng loại Nhóm 5 | Charles Hamelin                                                     | Canada     | 1:23.407  | OR     | [ 14 ] |
| 1500 mét nam          | 10 tháng 2 | Chung kết A      | Lim Hyo-jun                                                         | Hàn Quốc   | 2:10.485  | OR     | [ 15 ] |
| 5000 mét tiếp sức nam | 13 tháng 2 | Bán kết 2        | Hwang Dae-heon Kim Do-kyoum Kwak Yoon-gy Lim Hyo-jun                | Hàn Quốc   | 6:34.510  | OR     | [ 16 ] |
| 5000 mét tiếp sức nam | 22 tháng 2 | Chung kết A      | Shaoang Liu Shaolin Sándor Liu Viktor Knoch Csaba Burján            | Hungary    | 6:31.971  | OR     | [ 17 ] |
| 500 mét nữ            | 10 tháng 2 | Vòng loại Nhóm 8 | Choi Min-jeong                                                      | Hàn Quốc   | 42.870    | OR     | [ 18 ] |
| 500 mét nữ            | 13 tháng 2 | Tứ kết 2         | Elise Christie                                                      | Anh Quốc   | 42.703    | OR     | [ 19 ] |
| 500 mét nữ            | 13 tháng 2 | Bán kết 1        | Choi Min-jeong                                                      | Hàn Quốc   | 42.422    | OR     | [ 20 ] |
| 3000 mét tiếp sức nữ  | 10 tháng 2 | Bán kết 2        | Fan Kexin Han Yutong Qu Chunyu Chu Dương                            | Trung Quốc | 4:05.315  | OR     | [ 21 ] |
| 3000 mét tiếp sức nữ  | 20 tháng 2 | Chung kết B      | Suzanne Schulting Jorien ter Mors Lara van Ruijven Yara van Kerkhof | Hà Lan     | 4:03.471  | OR, WR | [ 22 ] |

## Quốc gia tham dự
Có tổng cộng 115 vận động viên từ 22 nước tham dự (số vận động viên ở trong ngoặc).
- Úc (2)
- Belarus (1)
- Bỉ (2)
- Canada (10)
- Trung Quốc (10)
- Cộng hòa Séc (1)
- Pháp (4)
- Đức (2)
- Anh Quốc (5)
- Hungary (10)
- Israel (1)
- Ý (7)
- Nhật Bản (10)
- Kazakhstan (7)
- Latvia (2)
- Hà Lan (10)
- CHDCND Triều Tiên (2)
- Vận động viên Olympic từ Nga (7)
- Ba Lan (3)
- Singapore (1)
- Hàn Quốc (10)
- Hoa Kỳ (8)